# Лазо Сергій Васильович
Сергій Васильович Лазо (нар. 26 липня 1953, Житомир) — український письменник. Член Національної спілки письменників України. Закінчив філологічний факультет Житомирського педагогічного інституту (1974). Відзначився у різних сферах мистецтва: у літературі, музиці, театрі, публіцистиці, естраді. Автор дев'ятнадцяти книжок, з яких чотирнадцять — поетичні. Викладав мову та літературу, працював в закладах культури м. Тернополя. Потяг до літератури давній. Пише українською та російською мовами. Перша публікація у журналі «Смена» (№15,серпень 1983р).
У 2009 році дебютував як прозаїк — журнал «Дніпро» надрукував його роман «Концерт», що став лауреатом конкурсу «Євроформат» видавництва «Альтерпрес», а наступного року  вийшов окремою книжкою.
Є членом НСПУ (Національна спілка письменників в Україні)
Твори С. Лазо перекладались на англійську, німецьку, польську, італійську, грузинську мови. У 2012 році його повість «Музиканти йдуть зі світу» вийшла в США (літературний додаток «Час і події», Чикаго).

## Життєпис
С. Лазо — знаний поет-пісняр. Лауреат телевізійних та радіо проєктів, фестивалів «Шлягер», «Пісенний вернісаж», «Пісня року», «Голос України» тощо. Йому, як поету і композитору, належать такі відомі пісні, як «Ні обіцянок, ні пробачень», «Ти подобаєшся мені», «Афіни-Київ-Істанбул», «Вперше», «Не йди»… Серед виконавців творів заслужені й народні артисти України Василь Зінкевич, Таїсія Повалій, Віктор Павлик, О. Пекун, І. Бердей, Ірина Сказіна, дует Інеса Братущик та Орест Хома, Н. Сумська, Гайтана, гурти «Світязь», «Менсаунд», «С. К.А.Й» та інші. Його пісні відомі за кордоном. В Росії їх співають Аркадій Хоралов та Олексій Глизін. Творчий доробок С. Лазо доповнюють музичні твори, в яких він не тільки автор, але й виконавець.
Дискографія налічує близько сотні музичних творів, включаючи музичні додатки до книг «Майстри часу та ще чогось» (2011) і «Царства» (2012). Його пісні звучали на дитячому «Євробаченні» (2006) та «Слов'янському базарі» (2007), на міжнародному фестивалі «Джаз Без». Автор широко концертує, презентує свої книги та музичні проєкти, виступає на книжкових ярмарках, творчих вечорах, географія яких давно перетнула кордони України.
Чимало власних поезій поклав на музику. Використовує різні музикальні жанри: від бардів. пісні до джазу. 
Плідно співпрацює з театром. Написав багато текстів, музики, різних за формою та жанром. У 1988 році заявив про себе як драматург — в Тернопільському обласному театрі відбулася прем'єра п'єси «Вікторина», яка наступного року стала лауреатом міжнародної театральної премії «Золотий Лев». Драматичні твори, включаючи «Вікторину», вийшли окремою книжкою у Житомирі (2003), а в 2006 році в альманасі «Сучасна українська драматургія» надруковано мюзикл «Оце життя!», створений за мотивами творів Д.Стейнбека. Загалом у творчому портфелі автора вісім п'єс.
Творчий доробок С. Лазо доповнюють музичні твори, в яких він не тільки автор, але й виконавець. Неодноразово митець виступає у творчому дуеті із Наталею Сумською. 
Відзначився у різних сферах мистецтва: у літературі, музиці, театрі, публіцистиці, естраді. 
Є членом НСПУ (Національна спілка письменників в Україні)
Твори С. Лазо перекладались на англійську, німецьку, польську, італійську, грузинську мови. У 2012 році його повість «Музиканти йдуть зі світу» вийшла в США (літературний додаток «Час і події», Чикаго).
Цікавим проєктом стали переклади поезій Бахита Кенжеєва (Нью-Йорк), Віри Павлової (Москва), Шоти Іаташвілі та Звіада Ратіані (Тбілісі), польського автора Болеслава Лесьмяна. Переклади названих авторів, а також цикл нових віршів із музичним додатком, склали основу книги «Майстри часу та ще чогось» (2011). У 2012 році ця книга, видана вдруге, отримала міжнародну літературну премію ім. Г.Сковороди «Сад божественних  пісень».
Наступним кроком стала книга прози «Ми так любили Бітлз», куди увійшли роман, повість, п'єса та есеї. Видавництво «Богдан» номінувало книгу на конкурс «Книга року ВВС-2012», де вона зібрала багато читацьких відгуків та рецензій і за рейтингом  ВВС увійшла в двадцятку найкращих книг України.
У 2013 році у Санкт-Петербурзі побачило світ зібрання вибраних творів «Баловство небес». Твори автора увійшли в літературні альманахи Росії, США, Німеччини та Австралії.
Заслужений діяч мистецтв України проживає у м. Тернопіль.
З травня 2024 року рецензент художньо-аналітичного альманаху «Кременецький культурний контекст».

## Літературна премія ім. Е. Хемінгуея
У жовтні 2020 року міжнародну премію ім. Ернеста Хемінгуея Сергію Васильовичу Лазо присудили за літературний переклад  віршів українською мовою.
Літературну премію ім. Ернеста Хемінгуея засновано в Канаді видавництвом «Litsvet» і журналом «Новий Світ». Щороку її вручають усім переможцям у Торонто, проте у 2020 р. плани змінилися через пандемію COVID-19.
Про нагороду Сергій Лазо написав на своїй сторінці у Фейсбуці, додав фотографії своєї праці. Зазначив, що планував поїхати до Канади особисто на вручення премії ім. Е. Хемінгуея. Йому ще й хотілося потрапити на Ніагарський водоспад. Написав, що українські поети стають відомими на весь світ. Також додав слова подяки журналу «Новий Світ» і тим, хто сприяв його участі в конкурсі.

## Доробок

### Книги
- Динамит. — Тернопіль: МП «Діалог», 1992. — 79 с.
- Провинция. — Тернопіль: «Лілея», 1993. — 116 с.
- Прямо в сердце. — Тернопіль: АТ «Тарнекс», 1997. — 98 с.
- Дождь под деревьями. — Житомир: «Арт-Принт» 1998. — 87 с.
- Разлуки, встречи, расстоянья. — Кривий Ріг: СКВ «Сова», 2000. —  53 с.
- До и после. — Київ: «АртЕк», 2002. — 111 с.
- Ти подобаєшся мені. — Тернопіль: «Лілея», 2003. — 72 с.
- Ми так любили… — Житомир: «Полісся», 2003. — 91 с.
- Магія кружіння. — Київ: «АртЕк», 2004. — 87 с.
- Ты Та. — Київ: «Просвіта», 2007. — 151 с.
- Концерт для одинокого голоса с неслаженным оркестром. — Київ: «Альтерпрес», 2010. — 287 с.
- Майстри часу та ще чогось… — Тернопіль: Підручники і посібники, 2011. — 144 с.
- Коли батьків немає вдома. — Пісенник для дітей. — Тернопіль — Харків: «Ранок», 2011. — 32 с.
- Чарівна гілка, або Дід Мороз та інопланетяни: новорічна п'єса. — Тернопіль — Харків: «Ранок», 2011. — 32 с.
- Майстри часу та ще чогось… Тернопіль: Підручники і посібники, видання друге, доповнене, 2012. — 144 с.
- Царства. — Тернопіль: Підручники і посібники, 2012. — 160 с.
- Ми так любили The Beatles. — Тернопіль: Навчальна книга — Богдан, 2012. — 360 с.
- Баловство небес. Избранное. — СПб.: Алетейя, 2013. — 336 с. — (Серия «Русское зарубежье. Коллекция поэзии и прозы»).
- Іnший простір. — Тернопіль: Підручники і посібники, 2015. — 160 с.
- І я люблю… / С. Лазо. – Тернопіль: Підручники і посібники, 2020. – 128 с[29].

### Дискографія
- Другой играет джаз. С. Лазо / Авторское исполнение. 2000.
- Роковая женщина. С. Лазо / Авторское исполнение. 2001.
- Квіти кохання. Зірки української естради співають пісні С.Лазо.  2002.
- Влюблённое лето. С. Лазо / Авторское исполнение. 2007.
- Майстри часу та ще чогось…Додаток до книги/ Антологія. 2011.
- Царства. Додаток до книги. 2012.

- «Ні обіцянок, ні пробачень»,
- «Ти подобаєшся мені»,
- «Афіни-Київ-Істанбул»,
- «Вперше»,
- «Не йди»…